# Ford (West Sussex)
Ford – wieś w Anglii, w hrabstwie West Sussex, w dystrykcie Arun. Leży 15 km na wschód od miasta Chichester i 83 km na południowy zachód od Londynu. W 2001 miejscowość liczyła 1358 mieszkańców.
We wsi mieściła się baza brytyjskiego lotnictwa RAF Ford oraz lotnictwa Marynarki RNAS Ford. Od 1960 roku na terenie byłej bazy powstało więzienie (HM Prison Ford).